# Dallas Mavericks 1996-1997
La stagione 1996-1997 dei Dallas Mavericks fu la 17ª nella NBA per la franchigia.
I Dallas Mavericks arrivarono quarti nella Midwest Division della Western Conference con un record di 24-58, non qualificandosi per i play-off.

## Risultati
| Squadra                | V  | P  | %    | GB |
| ---------------------- | -- | -- | ---- | -- |
| Utah Jazz              | 64 | 18 | 78,0 | -  |
| Houston Rockets        | 57 | 25 | 69,5 | 7  |
| Minnesota Timberwolves | 40 | 42 | 48,8 | 24 |
| Dallas Mavericks       | 24 | 58 | 29,3 | 40 |
| Denver Nuggets         | 21 | 61 | 25,6 | 43 |
| San Antonio Spurs      | 20 | 62 | 24,4 | 44 |
| Vancouver Grizzlies    | 14 | 68 | 17,1 | 50 |

## Roster
| N°    | Naz.                   | Ruolo | Sportivo          | Anno | Alt. | Peso |
| ----- | ---------------------- | ----- | ----------------- | ---- | ---- | ---- |
| 00    | Stati Uniti (bandiera) | C     | Eric Montross     | 1971 | 213  | 122  |
| 1     | Stati Uniti (bandiera) | G     | Stevin Smith      | 1971 | 188  | 94   |
| 2     | Stati Uniti (bandiera) | C     | Oliver Miller     | 1970 | 206  | 127  |
| 3     | Stati Uniti (bandiera) | A     | Jamie Watson      | 1972 | 201  | 86   |
| 4     | Stati Uniti (bandiera) | GA    | Michael Finley    | 1973 | 201  | 98   |
| 5     | Jugoslavia (bandiera)  | G     | Predrag Danilović | 1970 | 196  | 91   |
| 5     | Stati Uniti (bandiera) | G     | Jason Kidd        | 1973 | 193  | 93   |
| 6     | Stati Uniti (bandiera) | G     | Khalid Reeves     | 1972 | 191  | 90   |
| 7     | Stati Uniti (bandiera) | G     | Tony Dumas        | 1972 | 198  | 86   |
| 10    | Stati Uniti (bandiera) | G     | Sam Cassell       | 1969 | 191  | 84   |
| 12    | Stati Uniti (bandiera) | G     | Derek Harper      | 1961 | 193  | 84   |
| 13-31 | Estonia (bandiera)     | A     | Martin Müürsepp   | 1974 | 206  | 107  |
| 14    | Stati Uniti (bandiera) | G     | Robert Pack       | 1969 | 188  | 82   |
| 20    | Stati Uniti (bandiera) | G     | Erick Strickland  | 1973 | 191  | 95   |
| 21    | Stati Uniti (bandiera) | GA    | George McCloud    | 1967 | 198  | 93   |
| 24    | Stati Uniti (bandiera) | G     | Jim Jackson       | 1970 | 198  | 100  |
| 25    | Stati Uniti (bandiera) | AC    | Chris Gatling     | 1967 | 208  | 100  |
| 31    | Stati Uniti (bandiera) | A     | Ed O'Bannon       | 1972 | 203  | 101  |
| 32    | Stati Uniti (bandiera) | A     | Jamal Mashburn    | 1972 | 203  | 109  |
| 33    | Stati Uniti (bandiera) | AC    | Stacey King       | 1967 | 211  | 104  |
| 33    | Stati Uniti (bandiera) | A     | Jason Sasser      | 1974 | 201  | 102  |
| 40    | Stati Uniti (bandiera) | C     | Loren Meyer       | 1972 | 208  | 117  |
| 44    | Stati Uniti (bandiera) | C     | Shawn Bradley     | 1972 | 229  | 107  |
| 44    | Stati Uniti (bandiera) | AC    | Fred Roberts      | 1960 | 208  | 99   |
| 45    | Stati Uniti (bandiera) | AC    | A.C. Green        | 1963 | 206  | 100  |
| 50    | Stati Uniti (bandiera) | C     | Greg Dreiling     | 1963 | 216  | 113  |
| 52    | Stati Uniti (bandiera) | A     | Samaki Walker     | 1976 | 206  | 109  |

## Staff tecnico
- Allenatore: Jim Cleamons
- Vice-allenatori: Butch Beard, Jack Nolan, Charlie Parker, Lanny Van Eman, Bob Salmi
- Preparatore atletico: Roger Hinds
- Assistente preparatore: Steve Smith